# 林头镇 (含山县)
林头镇，是中华人民共和国安徽省马鞍山市含山县下辖的一个镇。

## 行政区划
林头镇下辖以下地区：
乐城社区、裕林社区、东关社区、凤泉社区、龙宝社区、青龙村、福山村、双前村、陈墩村、隐龙村、鼓山村、义城村、龙台村、都胜村、双井村、卧虎村、房圩村、毛滩村和仙鹤村。